# Tipton, Kalifornien
Tipton är en ort i Tulare County i delstaten Kalifornien, USA.